# Зыков, Сергей Викторович (певец)
Серге́й Ви́кторович Зы́ков (род. 12 сентября 1977, Орлов, Кировская область) — российский эстрадный певец (баритон) и автор песен.

## Биография
Родился 12 сентября 1977 года в семье кочегара и учительницы литературы. Певцом, несмотря на редкие вокальные данные, становиться не собирался. Но, поступив в Красноярское высшее командное училище радиоэлектроники ПВО и оказавшись на службе в армии, выступал в художественной самодеятельности. Демобилизовавшись из армии, поступил на вокальное отделение музыкального училища г. Новосибирска, но почувствовав в себе желание получить более серьёзное музыкальное образование, переезжает в Санкт-Петербург. В 2003 году окончил школу при Академии молодых оперных певцов Мариинского театра.

Исполнитель более 400 песен и 15 тематических концертных программ. Сольные концерты Сергея Зыкова проходят в концертных залах Санкт-Петербурга, Москвы, Челябинска, Новосибирска и других городах России. Значительное место в его репертуаре занимают песни, посвященные Петербургу-Ленинграду. Для старшего поколения особенно дороги песни о войне и блокаде.

Выступает также как автор песен. Одновременно сочиняет и стихи к некоторым своим песням.

### Избранные сочинения
- «Безымянный батальон» (музыка Сергея Зыкова, слова Дмитрия Дарина)
- «Братьям» (музыка Сергея Зыкова, слова Владимира Пшеничного)
- «28 панфиловцев» (музыка и слова Сергея Зыкова)
- «Дорога жизни» (музыка Сергея Зыкова, слова Дмитрия Дарина)
- «Еду я с войны домой» (музыка и слова Сергея Зыкова)
- «Защитникам крепости Осовец» (музыка и слова Сергея Зыкова)
- «Летела с фронта похоронка» (музыка Сергея Зыкова, слова Степана Кадашникова)
- «Париж» (музыка Сергея Зыкова, слова Кирилла Ривеля)
- «Реченька-Вятка» (музыка Сергея Зыкова, слова Юрия Норкина)
- «Россия» (музыка Сергея Зыкова, слова Александра Блока)
- «Снег» (музыка Сергея Зыкова, слова Николая Туроверова)
- «Тихая моя Родина» (музыка Сергея Зыкова, слова Николая Рубцова)
- «Я снова там» (музыка и слова Сергея Зыкова)
- «К маме» (музыка Сергея Зыкова, слова Николая Мельникова)
- «Наш Петербург» (музыка Сергея Зыкова, слова Владимира Турапина)
- «Осиянная Русь» (музыка Сергея Зыков, слов Дмитрия Дарина)
- «Где мне сердце о Родине скажет?!» (слова и музыка Сергея Зыкова)
- «Поле Куликово» (музыка Сергея Зыкова, слова Николая Мельников)

## Награды
«Весна романса-2005» Санкт-Петербург — Гран-При https://kovzel.ru/laureatyi-vesna.html?galAlbum=114
«Романсиада-2007» Москва — Гран-при http://www.romansiada.ru/rom-laureats/901-romlaur2007 

Международный фестиваль православной духовной песни «Невские купола» (2008) — I премия

## Семья
Жена Ольга, дочь Юля, сын Антон.